# San Paolo Solbrito
San Paolo Solbrito (San Pàul Subrì in piemontese) è un comune italiano di 1 166 abitanti della provincia di Asti in Piemonte.
San Paolo Solbrito nasce dalla fusione di due comuni, San Paolo della Valle (CC I070) e Solbrito (CC I795), avvenuta per regio decreto nel 1928. 
Il comune, ai margini del pianalto di Poirino, è piuttosto vario, disseminato parte in pianura e parte su dolci pendii. Di Solbrito rimangono alcune parti del castello, ora restaurato, mentre del castello di San Paolo non vi sono più tracce. Delle case gentilizie, si ammira, ben conservato, il Palazzo dei conti Gay di Montariolo, circondato da un parco all'inglese. La parrocchiale dei Santi Pietro e Paolo è un bell'esempio di architettura tardo barocca, riccamente affrescata all'interno dove ospita pregevoli tele del Seicento.

## Storia
Si possono trovare utili indicazioni storiche nella Corografia astigiana opera che Gian Secondo de Canis scrisse tra il 1814 ed il 1816. Il manoscritto è conservato presso la Biblioteca Consortile Astense.

### Mare padano e mastodonti
Il ritrovamento di conchiglie fossili nella valle del torrente Traverola testimonia la presenza del mare nel territorio, in un periodo che si colloca intorno a 4 milioni di anni fa.
Si tratta del "Golfo Pliocenico Padano", un mare di tipo tropicale popolato da svariatissime specie di molluschi, crostacei, pesci e grossi cetacei .
In seguito alla spinta tettonica della placca africana contro la placca europea, si verificò il sollevamento della crosta terrestre ed il conseguente ritiro delle acque marine, dando luogo a terreni paludosi ricchi di una lussureggiante vegetazione: habitat ideale per grossi mammiferi, rettili e uccelli. i cui resti fossilizzati, scoperti proprio nelle nostre contrade hanno dato il nome a questo periodo geologico, detto appunto "Villafranchiano" da Villafranca d'Asti.
Nel comune di San Paolo Solbrito sono da segnalare due ritrovamenti degni di menzione.
Il primo avvenne nel 1849, durante i lavori di costruzione della ferrovia Torino-Genova, nei pressi di Solbrito, probabilmente nel trincerone su cui sorge il ponte della strada proveniente da San Paolo; il ritrovamento è descritto in una memoria presentata all'Accademia delle Scienze di Torino dal professor Eugenio Sismonda, corredata da splendidi disegni.
I resti sono conservati nel Museo di scienze naturali di Torino.
Il secondo ritrovamento avvenne fortuitamente durante l'estrazione di sabbia da un piccola cava in Regione Monsotto; l'epoca è imprecisata, tra gli anni 70 e 80 del secolo scorso, ma i reperti sono interessanti e in ottimo stato di conservazione. Si tratta di una coppia di molari di mastodonte (Anancus arvernensis) e sono stati collocati in una vetrinetta in Sala Consigliare.

### I primi abitatori, i Liguri, i Romani
La comparsa dell'uomo nel territorio astigiano e monferrino avvenne tra 15 000 e 10 000 anni fa.
Ma i primi di cui abbiamo notizie storiche certe furono i Liguri .
Popolo rude e bellicoso, organizzato in tribù, non avendo una scrittura, riesce difficile stabilirne l'origine. C'è chi ritiene fossero pre-indoeuropei, come i Baschi, e chi ritiene fossero di origine celtica.
Il Piemonte meridionale era abitato dai Vagienni (Alta Valle Tanaro e Langhe), dagli Statielli (Alba e Acqui Terme) e dagli Eburiati (Basso Monferrato e quindi anche il nostro territorio).
Alleati di Annibale contro i Romani, a cui inflissero anche alcune pesanti sconfitte, furono però da essi piegati e, nel I secolo a.C., le ostilità cessarono definitivamente.
La romanizzazione del Piemonte si perfezionò sotto Giulio Cesare e con Ottaviano esso entrò a far parte della IX Regione, Liguria, e della XI Regione	, Transpadana .
Una delle testimonianze più significative di questo periodo è costituito dalla costruzione della Via Fulvia, avvenuta tra il 125 e il 123 a.C., ad opera del console Caio Fulvio Flacco.
Essa univa Derthona (Tortona) ad Augusta Taurinorum (Torino), passando per Hasta (Asti); il tratto di risalita dalla valle del Tanaro a quella del Po è oggetto di varie ipotesi; la più probabile, riportata anche da Gian Secondo de Canis nella sua Corografia astigiana, è quella che va dalla valle del torrente Traversola, passando tra i castelli di Solbrito e di San Paolo, e che sbuca nella piana in corrispondenza della Strada del Ronco .
Certamente Solbrito fu un piccolo insediamento romano, come attestano alcuni ritrovamenti di laterizi nella Valle Traversola, mentre su San Paolo non vi sono prove storiche della sua esistenza in epoca romana.

### L'avvento del Cristianesimo e la mitica "Ferrabusa"
Il Cristianesimo si diffuse in Asti già dal II secolo ma solo due secoli dopo iniziò a consolidarsi anche nelle campagne.
Per quanto concerne il nostro territorio, esiste una tradizione locale ancora viva nel XIX secolo, secondo cui, in epoca romana, sarebbe esistito, nella valle di San Paolo, tra Valossera e Moncero, un villaggio chiamato "Ferrabusa". Questo villaggio venne abbandonato, per ragioni imprecisate, fino a quando un gruppo di cristiani perseguitati vi si rifugiò e vi costruì una piccola cappella, dedicata all'apostolo san Paolo, da cui avevano ricevuto la fede.
L'antica denominazione di San Paolo de Valle, e più recentemente, fino al 1928, di San Paolo della Valle attesterebbe proprio questa antichissima tradizione

### L'Alto Medioevo
Con la caduta dell'Impero Romano e l'instabilità politica che ne seguì, i villaggi di San Paolo e di Solbrito, che sorgevano nella valle del torrente Traversola si spostarono, per ragioni difensive, sulla sommità delle rispettive colline, dove si costruirono dei castelli fortificati.
Un'altra suggestiva tradizione racconta che nel X secolo, all'epoca delle scorrerie saracene nel Piemonte, una loro colonna, fu attirata dagli abitanti del luogo, con uno stratagemma, in un valloncello dai fianchi scoscesi e coperti da fitte boscaglie. Improvvisamente questi, armati di asce e forconi, sbucarono dalla boscaglia, si avventarono sui saraceni facendone strage. I cadaveri furono sommariamente sotterrati tanto che sovente, in passato, dissodando il terreno, venivano alla luce ossa umane. Perciò quel vallone prese il nome di Valle delle Ossa, ancor oggi "Valossera".
Prima dell'anno Mille, San Paolo e Solbrito erano terre di confine: San Paolo apparteneva alla Contea di Torino, mentre Solbrito a quella di Asti. Successivamente la Contea di Asti si espanse notevolmente a nord e ad ovest e i due borghi ne seguirono le vicende.
Il primo documento storico che nomina i due villaggi di San Paolo e di Solbrito è dell'anno 948; si tratta di un atto di permuta di terreni, con cui il vescovo di Asti Bruningo veniva in possesso di beni situati in tali territori.

### Le signorie sul territorio
- I vescovi di Asti e il Comune di Asti, fino al 1312;
- I Visconti di Milano, dal 1340 al 1387;
- Valentina Visconti, figlia di Gian Galeazzo e sposa di Luigi di Valois-Orléans, dal 1387 al 1406;
- I Duchi d'Orléans e i Re di Francia, dal 1406 al 1526;
- L'Imperatore Carlo V, dal 1526 al 1531, quando ne fece dono a Beatrice di Portogallo, Duchessa di Savoia;
- Beatrice di Portogallo, Duchessa di Savoia, dal 1531 al 1538;
- Emanuele Filiberto di Savoia, figlio di Beatrice, dal 1538 al 1580;
- I Duchi di Savoia, poi re di Sardegna, dal 1580 al 1798;
- La Francia (Prima Repubblica e Primo Impero) dal 1798 al 1814;
- I Savoia, re di Sardegna, poi re d'Italia, dal 1814 al 1946.

### I nobili e feudatari
I primi signori feudali di San Paolo e di Solbrito furono i Riccio.
I Riccio erano un'antica famiglia nobile di Asti. Discendevano da Guido il Vecchio, Duca di Spoleto (morto nel 860) e da suo figlio Anscario, Marchese di Ivrea.
I rami di questa famiglia che qui ci interessano sono due:
I Riccio, signori e poi conti di San Paolo ; si estinsero nel 1841 e il titolo, per via femminile (Anna Alessandra Riccio di San Paolo), passò ai Baiveri della Rocchetta.
I Riccio, signori e poi conti di Solbrito ; si estinsero nel 1764 e il titolo per via femminile (Teresa Riccio di Solbrito e la figlia Elisabetta Beccaria) passò ai Colli di Felizzano, tuttora fiorenti .
I Colli, antica famiglia decurionale di Alessandria, furono investiti di Felizzano, col titolo di marchesi, nel 1753.
Il feudo di Solbrito fu condiviso dai Gentile di Castelgentile, che possedevano il Castello Gentile, al confine di Solbrito con San Paolo; Antonio Filippo Gentile, governatore di Villanova d'Asti, fu investito nel 1658 di parte di Solbrito; i Gentile si estinsero nel 1698 e il titolo di Conti di Castelgentile passò, per via femminile (Cecilia Gentile di Castelgentile) nei Provana di Bussolino.
Infine non vanno dimenticati i Gay, antica famiglia di San Paolo, che aveva dato illustri giureconsulti e alti funzionari dello Stato; furono infeudati di Montariolo, col titolo di Conti, nel 1843 ; furono grandi benefattori per San Paolo; il santuario della Madonna di Serra e l'asilo infantile Paolo Sonaglia beneficiarono largamente della loro generosità.

### I castelli di San Paolo e di Solbrito
Degli antichi castelli di San Paolo Solbrito sopravvive solo il castello di Solbrito , ricostruito fedelmente dopo la rovina succeduta alla sua vendita e trasformazione in edifici rurali all'inizio del 900.
Del castello di San Paolo, demolito tra la fine del XVIII e l'inizio del XIX secolo, esiste un'unica immagine: la mappa storica della fine del XVII secolo , sulla cui base è stato costruito un modello in scala .
Del Castello Gentile, edificato nel XV secolo e quasi totalmente demolito nella prima metà del XIX secolo, rimangono due costruzioni isolate, la cosiddetta "Casa della Marchesa" e la cascina "La Vittoria"; tuttavia, sempre nella già citata mappa storica e nel Catasto del 1812 (Catasto Napoleonico) è possibile farsi un'idea del suo aspetto .
Sopravvive anche, seppure ampiamente rimaneggiato, il "Gran Palazzo" che da casa-forte del XIV secolo fu trasformato in palazzo residenziale a partire dal XVII secolo .
Esisteva un altro edificio di carattere militare, il cosiddetto "Castello nuovo", forse del XIV secolo, posto a nord, a difesa della parte di San Paolo sviluppatasi sulla piana, nella regione attualmente denominata "Cittadella".

### Importanti fatti d'arme
Durante le lunghe guerre del XVI secolo, che contrapposero l'Impero e il Regno di Francia, Carlo V e Francesco I di Valois, i nostri territori furono teatro di frequenti scontri.
Villanova d'Asti, fortificata da Francesco I, era in mano ai Francesi, mentre la piazzaforte di Valfenera era occupata dagli spagnoli di Carlo V. Fra le due fortezze si estende una vasta pianura che ancor'oggi è chiamata "Piano della Guerra", per via dei frequenti scontri tra le due armate.
Nel 1554, una forte colonna di spagnoli, al comando di Don Gomez Suarez de Figueroa, proveniente da Asti, intendeva guadagnare la pianura passando per San Paolo. I francesi comandati da Carlo di Cossé, Conte di Brissac, avutane notizia, tesero un agguato nei fitti bosci ai lati della strada sotto Solbrito. Una vedetta posta sul campanile della chiesa di San Paolo, quella presso il Castello, avrebbe dovuto dare il segnale dell'attacco. L'avanguardia spagnola era giunta sotto Solbrito quando ad un soldato francese partì accidentalmente un colpo di fucile. Gli spagnoli fecero precipitosamente dietrofront e l'agguato fallì miseramente. Per tutta ricompensa i villaggi di San Paolo e di Solbrito furono messi a ferro e Fuoco.
Sempre i francesi, che, durante la guerra di successione spagnola, quella dell'assedio di Torino del 1706, tanto per intenderci, avevano invaso il Piemonte, in una delle loro scorrerie tese a demoralizzare il duca Vittorio Amedeo II, incendiarono e distrussero il convento-ospedale di San Giovanni, appartenente ai Cavalieri di Malta, che sorgeva non lontano dal ponte sulla Ferrovia in località Madonna di Serra. In tale circostanza incendiarono pure alcune case di San Paolo, tra cui quella di Petrino Gay, segretario della Comunità. Nell'incendio andò perduto quasi tutto l'archivio storico di San Paolo.

### Le chiese parrocchiali e il santuario della Madonna di Serra
La chiesa parrocchiale di San Paolo, fino a metà del '700, era situata presso il Castello dei Conti Riccio. Essendosi il borgo espanso sulla pianura e avendo la Comunità di San Paolo eretto fin dal 1661 una propria chiesa, dedicata a San Sebastiano, per le insistenze della popolazione, il vescovo di Asti, mons. Giuseppe Felissano, decise di trasferire la sede parrocchiale nella chiesa di San Sebastiano, che assunse il titolo di San Paolo.
La chiesa parrocchiale di Solbrito sorgeva anticamente dove ora c'è il camposanto.
Nel 1659 fu iniziata la costruzione della nuova chiesa presso il castello di Solbrito, che fu la parrocchiale fino al 1984. Essa è intitolata a san Pietro in Vincoli e a san Sebastiano.
Nel 1984, le due Parrocchie, della Conversione di San Paolo (a San Paolo) e di San Pietro in Vincoli (a Solbrito) furono unificare unificate nella nuova parrocchia dei Santi Pietro e Paolo e la sede parrocchiale divenne quella della chiesa di San Paolo.
Terza chiesa importante del territorio di San Paolo Solbrito è il santuario della Madonna di Serra.
Nella distruzione del convento di San Giovanni, nel 1704, fu raso al suolo dalla soldataglia francese anche un piccolo pilone votivo con l'immagine della Madonna di Vico (Vicoforte di Mondovì).
Anni dopo, il Comune, proprietario dei mattoni di quel pilone decise di venderli e inviò un tiro di buoi per trasferirli. Caricati i mattoni, però, non ci fu verso di far muovere le bestie. Il fatto fu subito ritenuto un portento e che lì i mattoni dovevano restare per costruire non solo un nuovo pilone alla Madonna di Vico , ma una cappella con il suo altare. La costruzione, grazie alla contribuzione della popolazione di San Paolo, Conte Riccio in testa, fu terminata ne1753 e nel 1754 venne consacrata e dedicata alla Beata Vergine di Vico, a san Luigi Gonzaga e a san Francesco di Paola.
Il titolo "Madonna di Serra", dato al piccolo santuario, è di origine popolare ma si è ormai consolidato. Esso sta ad indicare la località in cui esso sorse, cioè una collina che chiude (serra) una vallata.
Carissima al cuore dei sanpaolosolbritesi, la Madonna di Serra, con i santi Pietro, Paolo e Sebastiano, è patrona del Comune.

### Simboli
Lo stemma e il gonfalone sono stati concessi con decreto del presidente della Repubblica dell'11 giugno 1997.
Il gonfalone è un drappo di bianco con la bordatura di porpora.
Le palme e la spada sono simboli del martirio di san Paolo ed il motto riprende la frase contenuta nella Seconda lettera a Timoteo: «Bonum certamen certavi, cursum consumavi, fidem servavi» ("Ho combattuto la buona battaglia, ho terminato la corsa, ho conservato la fede"). Lo stemma attuale riprende quello antico del XVII secolo, disegnato su una mappa del tempo, ma lo scudo era d'argento, vi era raffigurato anche un libro e la spada era legata alle palme con un nastro d'argento e rosso.
Il gonfalone è un drappo di bianco con la bordatura in porpora.

## Monumenti e luoghi d'interesse
- Chiesa di San Paolo Apostolo

## Società

### Evoluzione demografica
Abitanti censiti

## Infrastrutture e trasporti
Il paese è servito dall'omonima stazione sulla linea ferroviaria Torino-Genova.

## Amministrazione
Di seguito è presentata una tabella relativa alle amministrazioni che si sono succedute in questo comune.
| Periodo         | Periodo         | Primo cittadino    | Partito                            | Carica      | Note  |
| --------------- | --------------- | ------------------ | ---------------------------------- | ----------- | ----- |
| 11 giugno 1985  | 26 maggio 1990  | Giorgio Versè      | Democrazia Cristiana               | Sindaco     | [ 6 ] |
| 26 maggio 1990  | 24 gennaio 1991 | Giorgio Versè      | Democrazia Cristiana               | Sindaco     | [ 6 ] |
| 24 gennaio 1991 | 24 aprile 1995  | Osvaldo Cordero    | Democrazia Cristiana               | Sindaco     | [ 6 ] |
| 24 aprile 1995  | 14 giugno 1999  | Osvaldo Cordero    | -                                  | Sindaco     | [ 6 ] |
| 14 giugno 1999  | 6 febbraio 2001 | Giuseppe Bertolino | lista civica                       | Sindaco     | [ 6 ] |
| 6 febbraio 2001 | 14 maggio 2001  | Lorenzo Micheluzzi |                                    | Comm. pref. | [ 6 ] |
| 14 maggio 2001  | 30 maggio 2006  | Marco Versè        | lista civica                       | Sindaco     | [ 6 ] |
| 30 maggio 2006  | 16 maggio 2011  | Carlalberto Goria  | lista civica                       | Sindaco     | [ 6 ] |
| 16 maggio 2011  | 5 giugno 2016   | Carlalberto Goria  | lista civica Impegno e solidarietà | Sindaco     | [ 6 ] |
| 5 giugno 2016   | 3 ottobre 2021  | Luca Panetta       | lista civica Impegno e solidarietà | Sindaco     | [ 6 ] |
| 3 ottobre 2021  | in carica       | Luca Panetta       | lista civica Impegno e solidarietà | Sindaco     | [ 6 ] |